# Buddhizmus Finnországban
A buddhizmus Finnországban a 20. század közepe óta van jelen, és az ötmilliós lakosság mintegy 0,1%-a vallja magát buddhistának (5266 fő, 2013-as adat).

## Története
Annak ellenére, hogy a vikingek idejéből származó (i.sz. 500. körül) indiai készítésű bronz Buddha-szoborra leltek svéd régészek, buddhizmusról Finnországban egészen a második világháborúig nem beszélhetünk. Bár a 20. század elejéig nem volt vallásszabadság Finnországban, az első könyv a buddhizmusról 1886-ban jelent meg Buddha a Megvilágosodott és tanításai (svédül: Buddha den upplyste och hans lära) címmel. A Teozófiai Társulat könyvtárat nyitott Finnországban 1987-ben, és az ezt követő években a társulat iránt érdeklődők száma megnőtt. Ezekben a körökben lehetőség volt megismerkedni az ősi keleti vallásokkal és tudományokkal. A karma, az újjászületés és a nirvána fogalmai sokkal logikusabb magyarázatot szolgáltattak a munkásosztálybeli emberek metafizikai kérdéseire. 1906-ban lefordították finn nyelvre Henry Steel Olcott Buddhista kateklizmus, majd 1925-ben a Dhammapadát, a történelmi Buddha mondásaiból készített versek gyűjteményét, amely a théraváda páli kánon részét képező Szutta-pitaka ötödik kosarában, a Khuddaka-nikája egyik része. A vallásszabadságról szóló 1923-as törvény elhárította az akadályt a buddhizmus dinamikusabb terjedése elől. A buddhizmus szélesebb körökben történő megismerése azonban két jelentős könyv megjelenéséig váratott magára. Ez a két könyv Subhadra Bhiksu A buddhizmus üzenete (finnül: Buddhismin sanoma, 1944) illetve egy zen könyv, Zen – A megvilágosodás – üzenet keletről (finnül: Zen - idän sanoma valaistumisesta, 1944) finn fordításai voltak. A második könyv fordítója, Messieurs Kallinen, Mauno Nordberggel egyetemben, jelentős érdemeket szerzett később a Buddhizmus barátai (finn: Buddhismin ystävät; svéd: Buddhismens vänner) szervezet 1947-ben történő megalapításában. Ez volt az ország első buddhista szervezete. Ezt követően megindult a buddhista témájú könyvek finn nyelvre történő lefordítása. Ezek leginkább a théraváda irányzatot képviselték. Az első külföldi buddhista tanító, a Srí Lanka-i Piyadassi Thera, 1969-ben tartott előadást Finnországban.
2009-ben alapították meg Finnországban a Finn Buddhista Uniót (Suomen Buddhalainen Unioni - SBU), amely segít az országban működő különböző buddhista szervezeteknek az együttműködésben.